# Sageraea sarawakensis
Sageraea sarawakensis är en kirimojaväxtart som beskrevs av E.C.H.van Heusden. Sageraea sarawakensis ingår i släktet Sageraea och familjen kirimojaväxter. Inga underarter finns listade i Catalogue of Life.